# Kraewo
Kraewo (bułg. Краево) – wieś w Bułgarii, w obwodzie sofijskim, w gminie Botewgrad. Według danych szacunkowych Ujednoliconego Systemu Ewidencji Ludności oraz Usług Administracyjnych dla Ludności, 15 września 2022 roku miejscowość liczyła 121 mieszkańców.

## Historia
Źródła pisane wspominają o istnieniu ważnej drogi z czasów starożytnych i średniowiecznych, która przebiegała przez te tereny wsi. 19 października 1927 r. z inicjatywy nauczycieli i młodzieży we wsi założono czitaliszte pod nazwą „Christo Botew”. W 1938 r. Kraewo liczyło prawie 1000 mieszkańców, a w 1957 r. we wsi pozostało 522 mieszkańców.